# 미루루
미루루는 다크케로로 소대에서 나오는 등장인물로서 개구리 중사 케로로의 영화판인 케로로 더 무비: 케로로 vs 케로로 천공대결전에 나오는 인물로 계급은 참모총장이다.

## 특징
다크케로로 소대의 여성 캐릭터로서 쿠루루와 같은 해킹과 정보수집의 역할을 맡고 있다. 하지만 쿠루루와는 달리 상냥하고 침착하며 대장인 다크케로로를 따른다. 또한 작전참모답게 대장인 다크케로로의 작전에 좋은지식을 알려주기도 하는등으로 유식한 모습을 보인다.

## 미루루에 관한 이야기
푸루루와 같은 여성이지만 푸루루는 주로 간호사의 역할을 수행하며 미루루는 작전참모의 역할을 수행한다는 차이점이 있다. 또한 침착한 모습을 하여서 전투시에 다크케로로등의 다른소대들과는 다소 저돌적인 모습이 없는 등장인물이다.